# Galissus cyaneipennis
Galissus cyaneipennis is een keversoort uit de familie van de boktorren (Cerambycidae). De wetenschappelijke naam van de soort werd in 1880 als Panchylissus cyaneipennis gepubliceerd door Charles Owen Waterhouse.